# Hotmînivka, Hluhiv
Hotmînivka (în ucraineană Хотминівка) este un sat în comuna Prîvillea din raionul Hluhiv, regiunea Sumî, Ucraina.

## Demografie
Componența lingvistică a localității Hotmînivka
     Ucraineană (96,36%)
     Rusă (3,64%)
Conform recensământului din 2001, majoritatea populației localității Hotmînivka era vorbitoare de ucraineană (96,36%), existând în minoritate și vorbitori de rusă (3,64%).